# 王秋旺
王秋旺，中华人民共和国教育部长江学者特聘教授，西安交通大学能源与动力工程学院教授、博士生导师，从事强化传热与节能新技术研究。

## 生平
1991年获西安交通大学流体机械专业学士学位，1996年获西安交通大学工程热物理专业博士学位，同年起在西安交通大学能源与动力工程学院任教。